# Крохотная червяга
Крохотная червяга (лат. Idiocranium russeli) — вид безногих земноводных семейства Grandisoniidae, единственный представитель рода крохотные червяги (Idiocranium Parker, 1936).

## Внешний вид
Мелких размеров червяга с длиной тела 5,1—11,4 см. Рыло выступающее и заострённое. Глаза хорошо заметны, что отличает её от сходного внешне вида Herpele bornmulleri. Позади ноздрей и под ними имеются парные щупальца, погружённые в ямку с кольцеобразным входным отверстием. Тело состоит из 83—90 первичных сегментов и 21—29 вторичных сегментов. Живые червяги имеют синевато-серую окраску верхней стороны тела. Нижняя сторона более светлая. Музейные фиксированные становятся серовато-коричневыми сверху, в то время как брюшная сторона тела и области вокруг глаз, щупалец и ноздрей приобретают кремовую окраску.

## Распространение
Известна из двух мест на юго-западе Камеруна, где встречается на высоте от 104 до 820 м над уровнем моря.

## Образ жизни
Изучен слабо. Численность и особенности поведения неизвестны. Предположительно ведёт роющий образ жизни в низинных лесах, а также на плантациях плодовых деревьев, в сельских садах и вторичных лесах. Яйцекладущий вид с прямым развитием.